# Юницкий, Павел Евлампиевич
Па́вел Евла́мпиевич Юницкий (29 февраля 1868, село Парское Ивановской области — 9 сентября 1937, Иваново) — член II Государственной думы от Костромской губернии.

## Биография

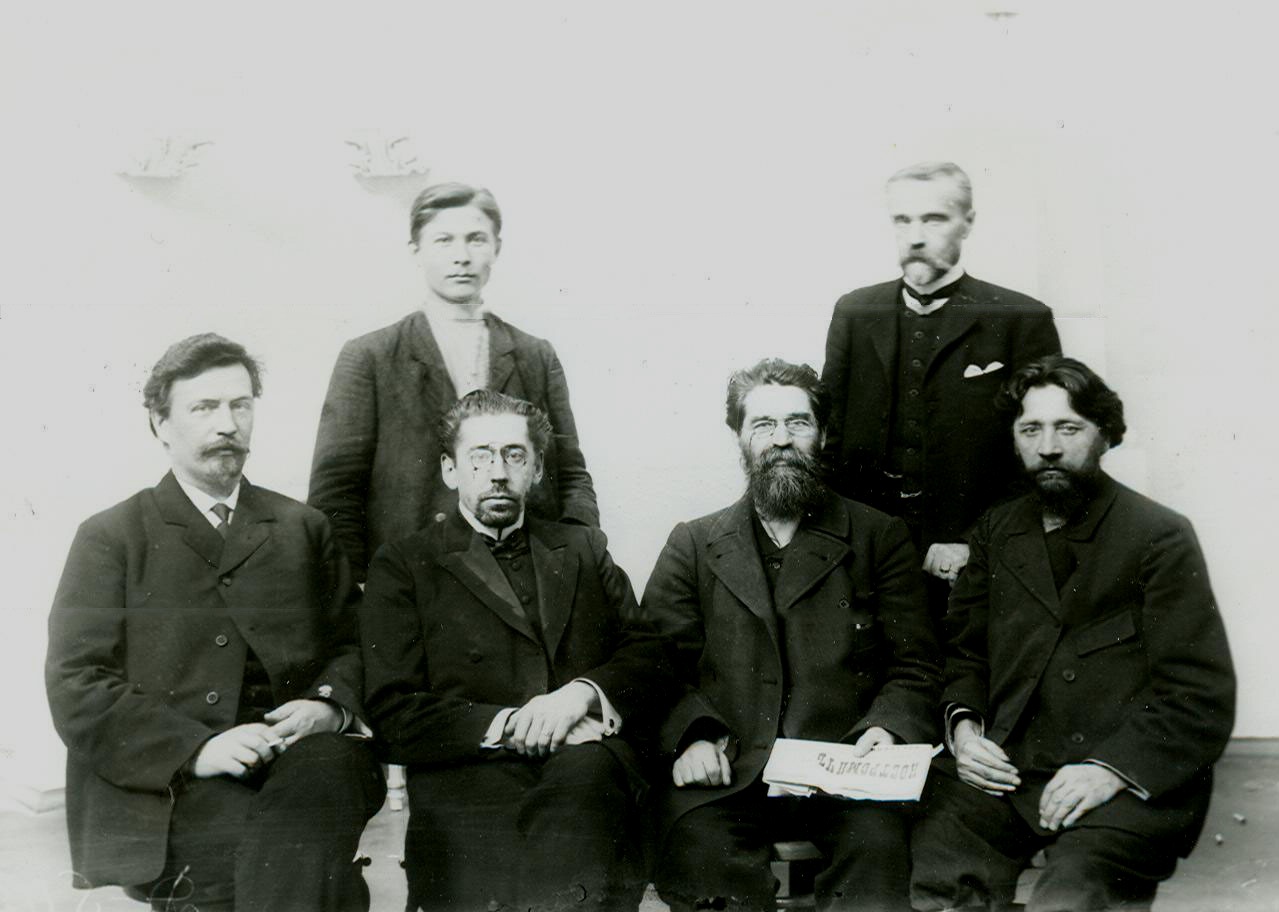
Костромские депутаты во II Государственной думе. П. Е. Юницкий — крайний слева, сидит.

Сын священника, потомственный почётный гражданин.
Окончил Кинешемское духовное училище (1886) и Костромскую духовную семинарию (1892).
По окончании духовной семинарии состоял надзирателем Кинешемского духовного училища, с 1893 года был учителем народной школы. В 1907 году заведовал ремесленными классами в селе Майдакове Юрьевецкого уезда. Был членом кадетской партии.
10 февраля 1907 года был избран во II Государственную думу от общего состава выборщиков Костромской губернии. Входил в конституционно-демократическую фракцию. Состоял секретарем аграрной комиссии.
После роспуска второй Думы служил в издательстве Ивана Сытина, подготовил к печати несколько книг, был редактором журнала «Квартиронаниматель» (1910 ; издание Первого общества квартиронанимателей города Москвы).
В 1930 годы проживал в селе Парском. Был арестован 17 августа 1937 года, а 9 сентября того же года тройкой УНКВД по Ивановской области приговорён к расстрелу и расстрелян в тот же день. Похоронен в Иванове, однако точное место захоронения неизвестно. Реабилитирован в 1958 году.